# Fleesensee Golf & Country Club
De Fleesensee Golf & Country Club is in Göhren-Lebbin, Duitsland.

## Golf
De golfclub heeft vier golfbanen: de Schloss Course, de Scandinavian Course, de General Course en de Family Course. Het landschap is vlak en wordt omringd door de grote meren van Mecklenburg.
- De Schloss Course (par 72) is aangelegd door Stan Eby. De eerste hole start vlak naast het kasteel.
- De Scandinavian Course (par 72) heeft een lengte van 4845 meter. Hij is aangelegd door de Schotse golfbaanarchitect Ross McMurray. Op deze baan is in 2000 de Europese Senior Tour te gast geweest. Tegenwoordig is dit een van de acht banen waar de eerste kwalificatieronde (Stage 1) van de Europese Tourschool wordt gehouden. De Noorse professional Marius Thorp maakte hier in 2009 een ronde van 64.
- De General Course (par 67) heeft een lengte van 4740 meter. Hij is aangelegd door Axel Lange. Op deze baan zijn de meeste natuurlijke waterhindernissen.
- De Coca-Cola Course en de Coca-Cola Family Course (par-3 baan) hebben ieder negen holes en zijn voor mensen zonder GVB.

De golfschool heeft 23 professionals. Er is een grote, ronde drivingrange, waaromheen negen overdekte hokken staan met ieder tien afslagplaatsen. 

## Tennis
De Country Club heeft ook tennisbanen. Er zijn 8 binnenbanen, 9 buitenbanen en een centercourt met tribunes. Ook zijn er drie squashbanen.